# Adamello-Presanella

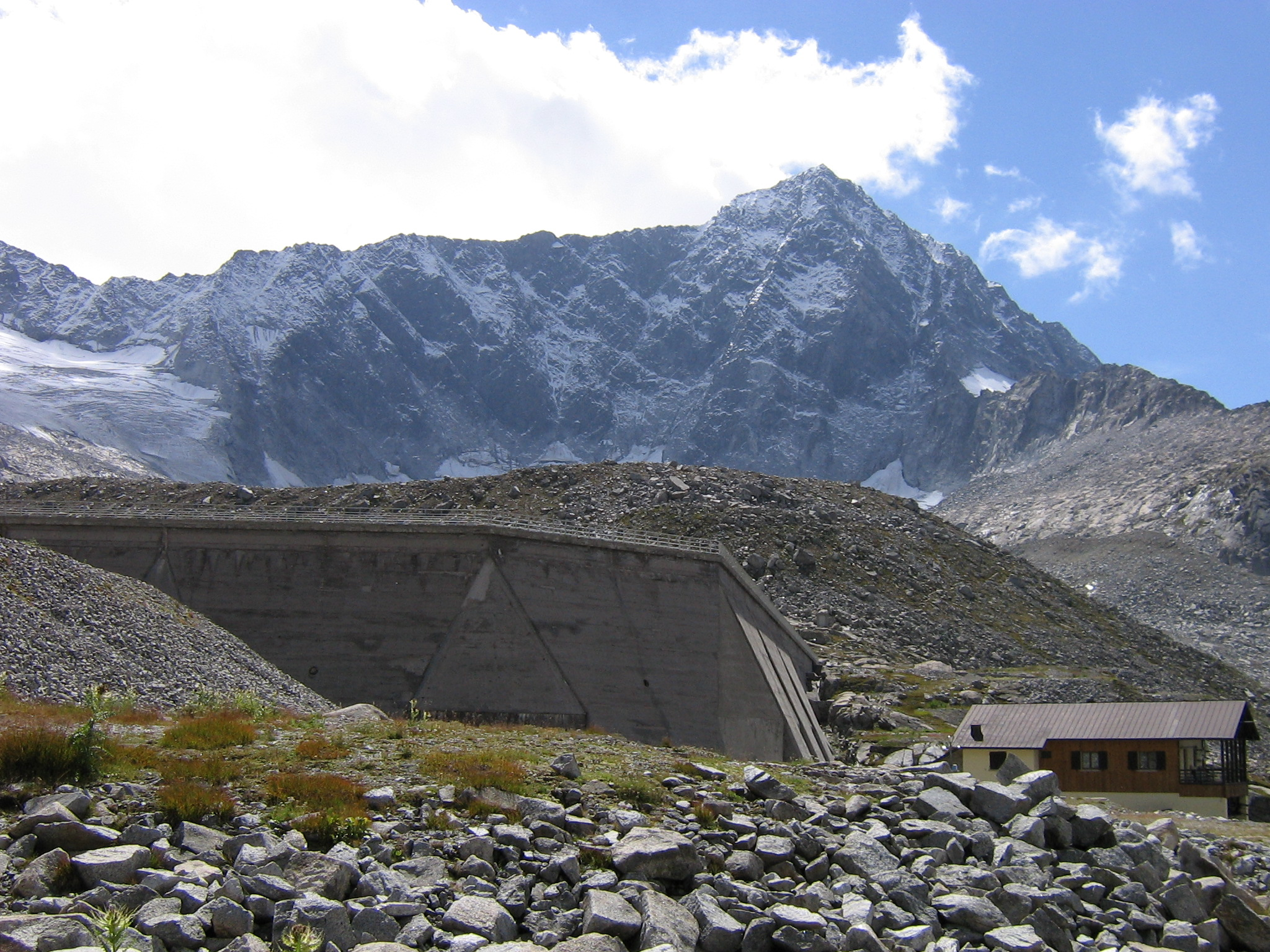
Cara nord de l'Adamello amb la presa de Venerocolo en primer pla.

El grup Adamello-Presanella és una serralada dels Alps italians. És part dels Alps Rètics meridionals. Es troba a les províncies de Trento i Brescia. El nom prové dels seus pics més alts: Adamello i Presanella.
El grup Adamello-Presanella està separat dels Alps d'Ortler al nord pel pas de Tonale; dels Alps Bergamascs a l'oest per la vall d'Oglio (Val Camonica); del Massís de Brenta a l'est pel pas de Campo Carlo Magno i el riu Sarca; al sud segueix cap al llac Iseo.

## Pics
Els principals pics del grup Adamello-Presanella són:
| Pic              | Altura (m) | Altura (m) |
| ---------------- | ---------- | ---------- |
| Presanella       | 3.558      |            |
| Adamello         | 3.554      |            |
| Carè Alto        | 3.465      |            |
| Dosson di Genova | 3.430      |            |
| Crozzon di Lares | 3.354      |            |
| Corno di Baitone | 3.331      |            |
| Busazza          | 3.329      |            |
| Lobbia Alta      | 3.196      |            |

## Passos
Els principals passos de muntanya del grup Adamello-Presanella són:
| Pas                              | Ubicació                               | Tipus     | Altura (m) | Altura (m) |
| -------------------------------- | -------------------------------------- | --------- | ---------- | ---------- |
| Passo de Lares                   | Glacera Lares a la Glacera Lobbia      | neu       | 3195       |            |
| Passo de Cercen                  | Val di Genova a Fucine                 | Neu       | 3043       |            |
| Passo de la Lobbia Alta          | Glacera Lobbia a la Glacera de Mandron | neu       | 3036       |            |
| Passo de Presena                 | Val di Genova al Pas de Tonale         | neu       | 3011       |            |
| Pas de Pisgana                   | Val di Genova al Pas di Legno          | neu       | 2934       |            |
| Passo de la Forcellina o de Camp | Cedegolo al Val di Fumo                | sender    | 2288       |            |
| Pas de Croce Domini              | Breno a Bagolino                       | carretera | 1895       |            |
| Pas de Tonale                    | Cles a Edolo                           | carretera | 1884       |            |
| Colle Maniva                     | Val Trompia a Bagolino                 | carretera | 1669       |            |
| Camp Carlo Magne                 | Dimaro a Pinzolo                       | carretera | 1648       |            |